# 張悌 (東吳)
張悌（？—280年），字巨先，襄陽郡（郡治今湖北省襄陽市）人，三國时期孫吳末代丞相。

## 生平

### 知名大任
张悌年輕時就很有名氣，曾受到過諸葛恪的提拔，在孫休時期曾出任屯騎校尉。
永安六年（263年，魏景元四年，蜀炎興元年），魏國大舉伐蜀，當時許多吴國人都認為曹魏被司馬氏掌權以來叛亂不斷，已經氣數將盡，這次伐蜀必會失敗。張悌卻認為，司馬氏接連三代掌握魏國大權，已經成功地收服了人心，如今的魏國比以前更加強大，反而是蜀國已經走到了末路。魏國即使是這次伐蜀失利，回去重整軍備再來征討即可。吳國許多人都嘲笑他的想法，不久後，蜀國果然向魏國投降。

### 以身殉義
元興元年（264年，魏咸熙元年）七月，吳主孫休病逝，由孫皓繼位。翌年十二月，司馬炎取代魏國，建立西晉，成為東吳的心腹大患。建衡元年（269年，晉泰始五年），吳國重臣左丞相陸凱身患重病，臨死前向孫皓推薦張悌、陸喜、陸抗等人，希望孫皓予以重用。几年后，張悌被升為軍師。張悌身擔重任之後，迎合當時的風氣，扶持包庇手下，被當時的輿論所諷刺。
天紀三年（279年，晉泰始五年），張悌由軍師加封為丞相、山都侯，與何植、滕脩等人統管軍事。不久後，晉武帝派司馬伷、王渾、杜預、王濬等率軍二十餘萬人，兵分六路，大舉伐吳。天紀四年（280年，晉泰始六年）正月，王渾軍向橫江（今安徽省和縣）進發，接連進克吳軍要塞。張悌奉命與丹陽太守沈瑩，副軍師、右將軍諸葛靚，護軍孫震率領精兵兩三萬人前往迎戰。
大軍進至牛渚（今安徽省當塗縣北），與王渾軍隔江相對。副將沈瑩料定長江上游的荊州必將失守，建議張悌固守於此，以逸待勞，等待晉國水軍到了後決一勝負，如果輕易出擊，一旦大敗，後果不堪設想。張悌則認為，如果等到晉國水軍從蜀地攻過來，吳軍一定軍心大亂，局面將難以收拾，不如趁現在渡江決戰，如果能贏便可率逆江而上，乘勝迎擊由蜀地而來的晉國水軍。於是率軍渡江西進，在楊荷橋包圍了晉將張喬的七千兵馬，迫使張喬投降，取得首捷。副將諸葛靚建議張悌將降軍全部殺掉，免留後患，被張悌以“殺降不祥”拒絕。
張悌安撫降軍之後繼續西進，在版橋與晉將張翰、周浚結陣對峙。沈瑩率領以陷陣聞名的丹陽銳卒三次沖陣都未能攻破晉軍的陣型，退兵時出現破綻，被晉將薛勝、蔣班趁機進攻，吳軍陣勢頓時土崩瓦解，先前的降將張喬趁亂在後方叛變，吳軍因此大敗，死傷慘重，張悌被晋参安东军事刘彪生擒，终与孫震、沈瑩全都被俘斩，傳首洛陽，僅諸葛靚逃歸。
吳軍大敗，諸葛靚和五六百名士兵撤退，經過接張悌，張悌不肯撤退并說：“且天下之存亡總有定數，豈只我一個所知道，如今何故不自取而死呢？”。流淚對諸葛靚說：“在我還是兒童的時候，是閣下的丞相提拔，我經常擔心自己不能死得其所，辜負名賢的照顧。今我以身爲社稷殉國，又為什麼要逃走呢？不用牽着我了”。諸葛靚流淚放手，走了百餘步，已看到張悌被晉軍所殺。張悌全軍覆沒後，吳國再也無力回天，不久後便向晉國投降。

## 人物

### 逸聞
- 張悌手下有一個叫柳榮的人，隨軍過江時病死在船上，病死兩天以後，突然大叫“人縛軍師（即指張悌）！人縛軍師！”然後活了過來。有人問他是怎麼回事，他說他在北斗（道教傳統中掌管死亡）門下看見有人綁著張悌，感到非常能驚訝，不自覺的大聲問道：“為什麼抓張軍師！”於是就被人趕了回來。結果就在這一天，張悌戰死。柳榮一直到晉元帝時還在世。[19]

## 評價
- 陸凱：“姚信、樓玄、賀邵、張悌、郭逴、薛瑩、滕脩及族弟喜、抗，或清白忠勤，或姿才卓茂，皆社稷之楨幹，國家之良輔。”（《三國志·吳書·潘濬陸凱傳第十六》）
- 《吴录》：“悌少知名，及处大任，希合时趣，将护左右，清论讥之。”
- 《襄阳耆旧记·卷二》：“少有名理。”
- 周礼：“颠危国祚势难支，江左全收大将旗。张悌死忠怀食禄，为臣到此是男儿。”
- 羅貫中《三国演义》：“杜预巴山见大旗，江东张悌死忠时。已拚王气南中尽，不忍偷生负所知。”
- 成海應：“張悌迎晉師戰敗, 諸葛靚自往牽之, 悌曰, 我作兒童時, 便爲卿家丞相所拔, 常恐不得其死, 負名賢知顧, 今以身殉社稷, 復何遁耶. 遂死之. 卿家丞相, 卽孔明也. 賢者知顧之重, 乃如是者, 特以誠故也. 如沈瑩之策, 不得其理者也, 王濬之師遽至, 與周浚合攻之, 尤何以禦之. 巨先之恐君臣俱降, 無一人死難者, 不亦烈乎. 吳錄以爲巨先處大任, 希合時趣, 將護左右, 淸論譏之. 此誠誤矣. 巨先受任於危亂之際, 知其必敗, 姑欲彌縫之耳. 豈其節若彼而乃希合時趣者哉.”（『硏經齋全集續集』 10冊, 史論, 張悌）

## 藝術形象
- 《三國演義》中，張悌於第一百二十回登場，其事蹟大體和歷史相符合。小說中提有贊詩一首：杜預巴山建大旗，江東張悌死忠時。已拼王氣南中盡，不忍偷生負所知。[20]